# Cteniza
Genre
Synonymes
- Aepycephalus Ausserer, 1871

Cteniza est un genre d'araignées mygalomorphes de la famille des Ctenizidae.

## Distribution
Les espèces de ce genre se rencontrent en France et en Italie.

## Liste des espèces
Selon World Spider Catalog (version 24.5, 11/08/2023) :
- Cteniza genevieveae Canard, 2018
- Cteniza moggridgei O. Pickard-Cambridge, 1874
- Cteniza sauvagesi (Rossi, 1788)

## Systématique et taxinomie
Ce genre a été décrit par Latreille en 1829.
Aepycephalus a été placé en synonymie par Wunderlich en 1995.

## Publication originale
- Latreille, 1829 : « Les Arachnides. » Le règne animal, nouvelle édition, Paris, vol. 4, p. 206-291.